# Maytenus crassipes
Maytenus crassipes är en benvedsväxtart som beskrevs av Ignatz Urban. Maytenus crassipes ingår i släktet Maytenus och familjen Celastraceae. Inga underarter finns listade.